# Округ Кемп (Тексас)
Округ Кемп (енгл. Camp County) је округ у америчкој савезној држави Тексас. По попису из 2010. године број становника је 12.401.

## Демографија
Према попису становништва из 2010. у округу је живело 12.401 становника, што је 852 (7,4%) становника више него 2000. године.
| Група             | 2000.         | 2010.         |
| Белци             | 7.507 (65,0%) | 7.298 (58,9%) |
| Афроамериканци    | 2.217 (19,2%) | 2.163 (17,4%) |
| Азијати           | 20 (0,2%)     | 60 (0,5%)     |
| Хиспаноамериканци | 1.707 (14,8%) | 2.648 (21,4%) |
| Укупно            | 11.549        | 12.401        |